# Барвинок травянистый
Барвинок травянистый (лат. Vínca herbacea) — вид многолетних травянистых растений рода Барвинок (Vinca) семейства Кутровые (Apocynaceae).

## Распространение и экология
В диком виде ареал охватывает Центральную и Южную Европу, Малую и Среднюю Азию.
Барвинок травянистый можно встретить в степи, на степных склонах гор, лугах, опушках или лесных полянах, на меловых россыпях.

## Ботаническое описание
Многолетнее растение высотой 15—30 см. Стебли стелющиеся, цветущие приподнимающиеся, не укореняющиеся, во время плодоношения укореняются только верхушкой, голые.
Листья эллиптические, мягкие, длиной 3—4 см, шириной 1—1,5 см, острые, при основании клиновидные, опадающие на зиму, шершавые по краям и жилкам с обеих сторон.
Цветки фиолетовые, голубые или сине-фиолетовые, в диаметре до 3 см, одиночные, пазушные. Лопасти чашечки линейно-ланцетные, длиной 7 мм, доходят до середины трубки венчика, голые. Венчик в диаметре 15—18 мм; трубка венчика длиной 10—15 мм, в середине внезапно расширенная, густо опушённая; лопасти венчика длиной 12—18 мм, шириной 3—5, редко 10 мм, эллиптические, островатые или тупые, косо срезанные. Тычинки прикреплены к середине трубки венчика, нити тычинок чашеобразно расширены, постепенно сужены к основанию, где коленчато изогнуты; пыльники продолговатые, равны расширенным нитям, связник пыльников шлемовидно изогнутый на спинке с двумя пучками длинных белых волосков.
Листовки продолговатые, длиной 3—4 см, шириной 0,4—0,5 см, дуговидно изогнутые, на верхушке немного оттянутые в толстый тупой кончик. Семена тёмно-коричневые, цилиндрические, продолговатые, с высокими бугорками, без волосистого хохолка.

## Таксономия
Вид Барвинок травянистый входит в род Барвинок (Vinca) трибы Vinceae подсемейства Rauvolfioideae семейства Кутровые (Apocynaceae) порядка Горечавкоцветные (Gentianales).
|  |                          |  |                                           |                                           |                             |  | ещё 4 подсемейства (согласно Системе APG II) | ещё 4 подсемейства (согласно Системе APG II) |                                      |  |  |  | ещё 7 родов | ещё 7 родов              |  |  |
|  |                          |  |                                           |                                           |                             |  | ещё 4 подсемейства (согласно Системе APG II) | ещё 4 подсемейства (согласно Системе APG II) |                                      |  |  |  | ещё 7 родов | ещё 7 родов              |  |  |
|  |                          |  |                                           | семейство Кутровые                        |                             |  |                                              |                                              | триба Vinceae                        |  |  |  |             | вид Барвинок травянистый |  |  |
|  |                          |  |                                           | семейство Кутровые                        |                             |  |                                              |                                              | триба Vinceae                        |  |  |  |             | вид Барвинок травянистый |  |  |
|  | порядок Горечавкоцветные |  |                                           |                                           | подсемейство Rauvolfioideae |  |                                              |                                              | род Барвинок                         |  |  |  |             |                          |  |  |
|  | порядок Горечавкоцветные |  |                                           |                                           |                             |  |                                              |                                              |                                      |  |  |  |             |                          |  |  |
|  |                          |  | ещё 4 семейства (согласно Системе APG II) | ещё 4 семейства (согласно Системе APG II) |                             |  |                                              | ещё 8 триб (согласно Системе APG II)         | ещё 8 триб (согласно Системе APG II) |  |  |  | ещё 4 вида  |                          |  |  |
|  |                          |  |                                           | ещё 4 семейства (согласно Системе APG II) |                             |  |                                              |                                              | ещё 8 триб (согласно Системе APG II) |  |  |  |             |                          |  |  |